# Horná Štubňa
Horná Štubňa (Hongaars: Felsőstubnya) is een Slowaakse gemeente in de regio Žilina, en maakt deel uit van het district Turčianske Teplice.
Horná Štubňa telt 1.669 inwoners.